# ناحیه جیمز، میشیگان
ناحیه جیمز (به انگلیسی: James Township) یک منطقهٔ مسکونی در ایالات متحده آمریکا است که در شهرستان سگینا، میشیگان واقع شده‌است.
 ناحیه جیمز ۵۰٫۵ کیلومتر مربع مساحت و ۲٬۰۲۳ نفر جمعیت دارد و ۱۷۷ متر بالاتر از سطح دریا واقع شده‌است.